# Vallcarca i els Penitents

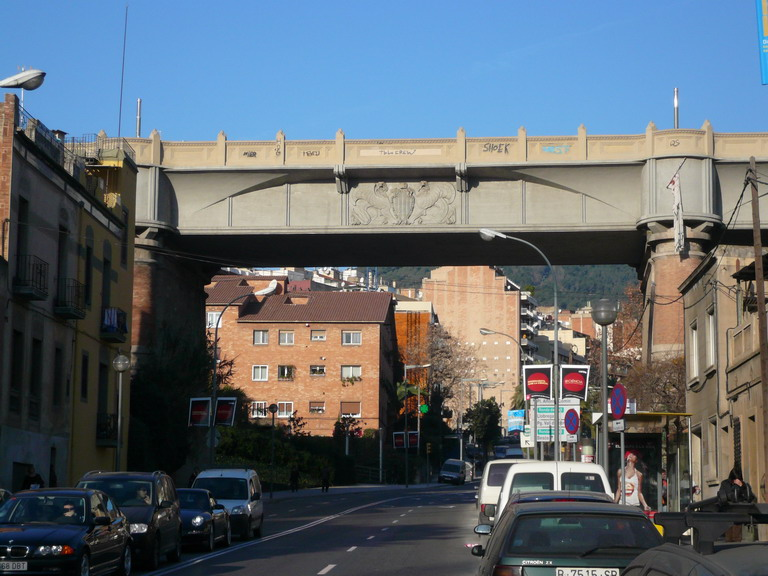
Vallcarca i els Penitents

Vallcarca i els Penitents is een buurt in het uiterste noorden van het district Gràcia. Het is ingesloten tussen twee heuvels, Putget en El Coll. Deze buurt is ontstaan uit de verspreide gehuchten L'Hostal de la Farigola, Can Falcó, Can Mas en Can Gomis.

## Vervoer
Metro van Barcelona, stations Vallcarca en Penitents, beiden aan lijn L3.